# Боярское (озеро, Муезерский район)
Боярское — пресноводное озеро в России, расположено на территории Ледмозерского сельского поселения Муезерского района Республики Карелии.

## Общие сведения
Площадь озера — 9,7 км², площадь водосборного бассейна — 642 км². Располагается на высоте 137,2 метров над уровнем моря.
Форма озера лопастная, подковообразная. Берега каменисто-песчаные, местами заболоченные.
Через озеро протекает река Тикшозерка, впадающая в озеро Момсаярви, через которое течёт река Чирко-Кемь.
В залив на западной стороне озера впадает река Муштадеги.
Вдоль южного берега проходит автодорога местного значения 86К-176 («Тикша — Реболы»).
Код объекта в государственном водном реестре — 02020000911102000005261.

## Примечания

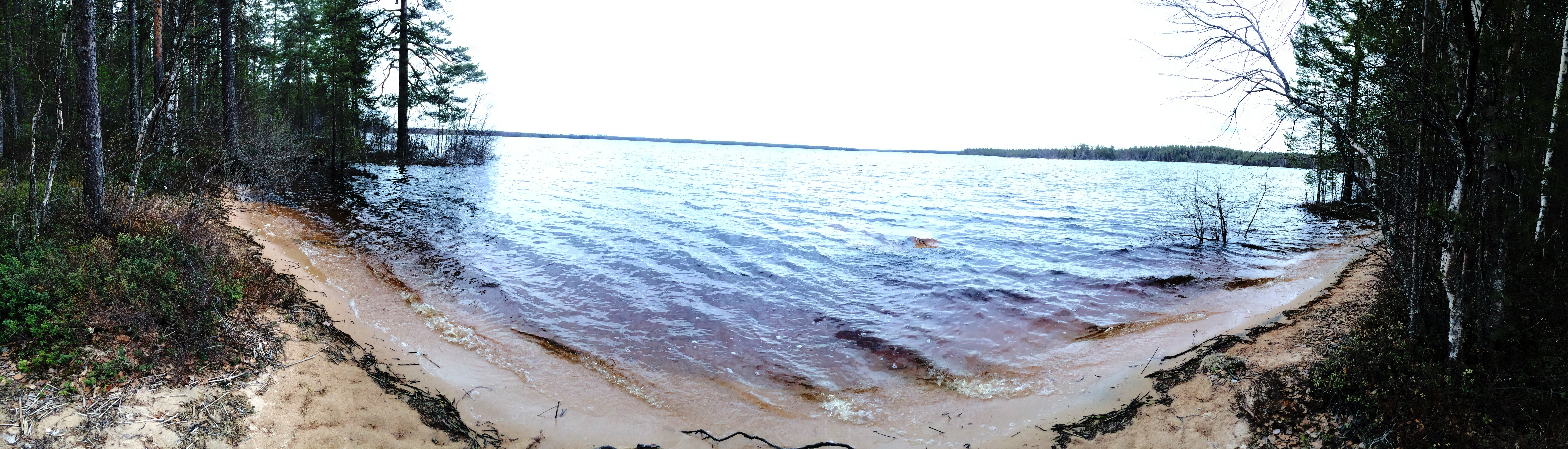
Панорама южного берега.